# Jakubowice Konińskie-Kolonia
Jakubowice Konińskie-Kolonia (do 2001 r. - Jakubowice-Kolonia) – kolonia w Polsce położona w województwie lubelskim, w powiecie lubelskim, w gminie Niemce.
W latach 1975–1998 miejscowość administracyjnie należała do województwa lubelskiego.
Wieś stanowi sołectwo gminy Niemce. Według Narodowego Spisu Powszechnego z roku 2011 wieś liczyła 492 mieszkańców.